# I Don't Wanna (Sham 69)
I Don't Wanna è il primo extended play degli Sham 69 pubblicato nel 1977.

## Tracce

### Lato A
1. I Don't Wanna – 1:46 (Dave Parsons/Jimmy Pursey)
2. Red London – 1:55 (Dave Parsons)

### Lato B
1. Ulster – 2:40 (Dave Parsons/Jimmy Pursey)

## Formazione
- Albie Maskell: basso
- Mark Cain: batteria
- Dave Parsons: chitarra
- Jimmy Pursey: voce